# Takashi Takusagawa
Takashi Takusagawa (født 12. februar 1981) er en tidligere japansk fodboldspiller.
Han har spillet for flere forskellige klubber i sin karriere, herunder Avispa Fukuoka og Shonan Bellmare.